# هیده‌یوشی (مجموعه تلویزیونی تایگا)
هیده‌یوشی (انگلیسی: Hideyoshi) نام یک مجموعه تلویزیونی تاریخی و سی و پنجمین سری از فیلم‌های مجموعه تلویزیونی تایگا است. این مجموعه توسط ان‌اچ‌کی در سال ۱۹۹۶ میلادی ساخته شده‌است. در این مجموعه نائوتو تاکناکا نقش تویوتومی هیده‌یوشی را بازی می‌کند.

## بازیگران
- نائوتو تاکناکا در نقش تویوتومی هیده‌یوشی

خاندان تویوتومی
- Yasuko Sawaguchi در نقش ننه (شخص) - همسر اصلی هیده‌یوشی
- اتسوکو ایچی‌هارا در نقش ناکا - مادر هیده‌یوشی
- Ichiro Zaitsu در نقش چیکو آمی - ناپدری هیده‌یوشی
- ماسانوبو کاتاشیما در نقش تویوتومی هیده‌ناگا - برادر کوچکتر هیده‌یوشی
- Naomi Hosokawa در نقش آساهی هیمه - خواهر کوچکتر هیده‌یوشی
- تاکاکو ماتسو در نقش یودو-دونو - همسر غیراصلی هیده‌یوشی
- هیرویوکی سانادا در نقش ایشیدا میتسوناری
- شون اوگوری در نقش ایشیدا ماتسوناری (نوجوانی)
- Atsushi Onita در نقش هاچیسوکه ماساکاتسو
- Ikkō Furuya در نقش تاکه‌ناکا شیگه‌هارو
- Masatō Ibu در نقش کورودا یوشیتاکا
- Tōru Watanabe در نقش مائدا توشی‌ایه
- Azusa Nakamura در نقش مائدا ماتسو

خاندان اودا
- تتسویا واتاری در نقش اودا نوبوناگا
- هیروآکی موراکامی در نقش آکچی میتسوهیده
- Narimi Arimori در نقش Tsumaki Hiroko - همسر میتسوهیده
- یوکو نوگیوا در نقش Omaki no kata - مادر میتسوهیده
- Mitsuko Yorichika در نقش اوایچی - خواهر کوچکتر نوبوناگا
- Akira Nakao در نقش شیباتا کاتسوایه
- Yasunori Danta در نقش تاکیگاوا کازوماسو
- Masahiro Matsuoka در نقش موری رانمارو
- Samy Pop در نقش یاسوکه

خاندان توکوگاوا
- ماساهیکو نیشیمورا در نقش توکوگاوا ایه‌یاسو
- جو شیشیدو در نقش هوندا ماسانوبو
- Naoya Makoto در نقش ایشیکاوا کازوماسا

دیگران
- هیده‌کازو آکای در نقش ایشیکاوا گیومون - بهترین دوست هیده‌یوشی
- مایو سوزوکازه در نقش اوتاکی - همسر گیومون
- تاتسویا ناکادای در نقش سن نو ریکیو - استاد چای
- کوجی تاماکی در نقش آشیکاگا یوشی‌آکی -
- آکی یاشیرو در نقش اوسن
- اوسامو ساکا در نقش ساتومارو جوها
- Terry O'brien در نقش لوئیس فرویس
- Masakane Yonekura در نقش ایماگاوا یوشیموتو